# Сражение за Окоталь
Сражение за Окоталь (исп. Batalla de Ocotal) — бои между повстанцами Сандино и американо-никарагуанскими правительственными войсками, происходившие 16 июля 1927 года. Событие, с которого никарагуанские патриоты ведут начало национально-освободительной войны под руководством Аугусто Сандино, в результате которой в 1933 году американские оккупанты были вынуждены уйти из Никарагуа.

## Предыстория
С августа 1926 года в Никарагуа шла гражданская война: армия либералов вела боевые действия против проамериканского марионеточного режима консерваторов во главе сначала с президентом Эмилиано Чаморро, а затем Адольфо Диасом. В январе 1927 года в Никарагуа был высажен — в помощь марионеточному правительству — американский экспедиционный корпус. В октябре 1926 года к армии либералов присоединился со своим повстанческим отрядом А. Сандино, назначенный вскоре генералом.
В мае 1927 года специальный представитель президента США Калвина Кулиджа полковник Генри Стимсон выступил посредником между консерваторами и либералами и договорился о капитуляции армии либералов на почётных условиях под обещание участия либералов в будущем правительстве и сохранения оккупации страны войсками США. 12 мая 1927 года главнокомандующий армией либералов генерал Хосе Мария Монкада подписал акт о капитуляции. Однако генерал Сандино отказался капитулировать и 12 мая сообщил об этом в специальном документе («Циркуляр местным властям всех департаментов»). 1 июля Сандино выпустил «Политический манифест», в котором призвал никарагуанцев продолжать борьбу против американских оккупантов и их никарагуанских марионеток.
12 июля командующий американскими войсками в Никарагуа адмирал Дэвид Селлерс предъявил Сандино ультиматум. Капитан американской морской пехоты Гилберт Хатфилд во главе смешанного американо-никарагуанского отряда прибыл в Окоталь и потребовал от Сандино в течение 48 часов явиться со своими силами в город для разоружения. Однако Сандино вместо этого решил атаковать город.

## Ход сражения
Наиболее подробное описание сражения за Окоталь дал гватемальский журналист Феликс Кальдерон в статье «Никарагуа. Новая гражданская война» в журнале «Вьенто». Кальдерон побывал в Окотале спустя несколько дней после сражения, опросил местных жителей (как сторонников, так и противников Сандино), а также взял интервью у никарагуанских официальных лиц и офицеров американского экспедиционного корпуса, включая Росса Роуэлла, командовавшего американскими военными летчиками, бомбившими Окоталь.
По данным Кальдерона, в Окотале было расквартировано 86 никарагуанских «национальных гвардейцев» и 28 полицейских, к которым 12 июля присоединилось 346 американских солдат, 128 никарагуанских полицейских и 50 «национальных гвардейцев». Помимо лёгкого стрелкового оружия, они располагали 16 пулемётами.
У Сандино было 64 вооружённых огнестрельным оружием бойца и ещё 41 не вооружённый, которые располагали только кутачами (cutacha, центральноамериканский длинный прямой обоюдоострый нож) и мачете. В распоряжении отряда было 8 пулемётов. Кроме того, по дороге к Окоталю к отряду Сандино присоединилось ещё 40-45 крестьян, по меньшей мере пятеро из которых были вооружены пистолетами. Поэтому первой целью Сандино был захват арсенала, где находились значительные запасы оружия, боеприпасов и динамита. В здании арсенала размещалось 125 «национальных гвардейцев», а также сенатор от Консервативной партии Хосе Пагуангуа.
Атака сандинистов началась рано утром 16 июля. Приблизительно через полтора часа после начала боя повстанцы захватили арсенал, в том числе 5 пулемётов. В бою за арсенал погибло не менее 20 сандинистов и около 40 «национальных гвардейцев». «Национальная гвардия» оставила арсенал после того, как был убит сенатор Пагуангуа.
После захвата арсенала Сандино смог вооружить всех своих бойцов и ещё свыше 80 присоединившихся к нему горожан. Через 3-3,5 часа с начала сражения части Сандино заняли весь город, за исключением здания управления полиции, удерживавшегося отрядом полицейских и «национальных гвардейцев» с 3 пулемётами под командованием начальника полиции Окоталя Рамона Тельеса, и здания штаб-квартиры Консервативной партии, где укрепилась группа «национальных гвардейцев» и американских солдат с 3 пулемётами под командованием «хефе политико» (jefe politico, политический руководитель города — официальная должность в Никарагуа 20-х годов) Окоталя консерватора Арнольдо Рамиреса Абаунсы.
Кроме того, казармы и здание армейского штаба на отдалённой окраине города, недалеко от реки Коко оставались под контролем американских солдат и «национальных гвардейцев» под командованием капитана Хатфилда. Они располагали 5 пулемётами. Прежде чем сандинисты окружили казармы и штаб, подавляющее большинство американцев и «национальных гвардейцев» переправилось через р. Коко и бежало из Окоталя.
Повстанцы заняли здание муниципалитета, над которым был поднят чёрно-красный сандинистский флаг, и устроили митинг, где Сандино призвал местных жителей присоединиться к освободительной борьбе. На митинге к сандинистам примкнуло ещё 66 или 68 местных жителей, тут же получивших оружие. В городе начали громить дома и другое имущество членов Консервативной партии.
Через час после окончания митинга сандинисты заняли штаб-квартиру Консервативной партии (А. Рамирес Абаунса был убит), а ещё через полчаса было занято и здание управления полиции (Р. Тельес был ранен в руку и сдался в плен). Сконцентрировав пулемёты вокруг казарм, Сандино стал методично вытеснять обороняющихся из одного здания за другим. От предложения взорвать казармы, используя запас динамита из арсенала, он отказался, так как в казармах находилось некоторое количество женщин и детей из семей консерваторов, полицейских и местных «национальных гвардейцев».
Через три часа после начала осады капитал Хатфилд выбросил белый флаг и пошёл на переговоры, с тем чтобы достичь соглашения о сдаче на почётных условиях. Спустя час после начала переговоров появилась американская авиация (5 самолётов DeHavilland DH.4), которая начала бомбардировку и пулемётный обстрел Окоталя. Всего самолёты сделали 5 или 6 заходов, обстреливая и бомбардируя не только город, но крестьян на окрестных полях. Сандинисты ответили пулемётным огнём, но ни один самолёт подбит не был. Возобновились также обстрел и осада казарм. Сандинисты заняли все примыкавшие к основной казарме здания, включая здание штаба. Капитан Хатфилд был контужен, его именную кобуру Сандино взял в качестве трофея и позже, в июне 1929 года, «привёз в подарок мексиканскому народу».
После того, как самолёты улетели (через 1-1,5 часа, по разным показаниям местных жителей, опрошенных Ф. Кальдероном), на центральной площади Окоталя были рядами положены тела жертв авианалётов и проведён общий митинг жителей города. На митинге Сандино выступил с речью, где заявил, что намерен оставить Окоталь, чтобы не подвергать город новым бомбардировкам, и призвал тех местных жителей, кто хочет отомстить янки за убитых родственников и друзей, присоединиться к его отряду. На митинге к сандинистам присоединилось 218 местных жителей. Всего, по подсчётам Ф. Кальдерона, в отряд Сандино вступило 362 местных жителя, 12 из которых погибли в ходе боевых действий в городе.
Приблизительно через 30-50 минут (по разным свидетельствам) сандинисты покинули город, оставив 4 пулемётных расчета (каждый по 3 человека) для продолжения осады казарм (там оставалось свыше 20 бойцов, из них половина — раненые). Через 1,5-2 часа на дороге из Сомото показался отряд из 500 американских солдат и 350 «национальных гвардейцев» при 6 орудиях, который двигался на Окоталь. При виде его пулемётные расчеты сандинистов снялись и покинули Окоталь, бросив один пулемёт. По дороге они подожгли городской арсенал.
По словам Ф. Кальдерона, сражение за Окоталь (включая осаду казарм) длилось «три четверти дня», при этом последние 6-7 часов Сандино «полностью и безраздельно» контролировал город. Сандинисты захватили в городе около 500 винтовок и 9 пулемётов. Всего в ходе боёв в Окотале (включая авианалёты) погибло, по Ф. Кальдерону, 518 человек. Из них 307 — в результате авианалётов (в том числе 5 сандинистов, остальные — мирные жители, в основном женщины и дети, работавшие на окрестных полях). 5 горожан погибли от случайных пуль во время боёв на улицах. 56 человек потеряли сандинисты (в том числе 12 вновь присоединившихся). 155 человек потеряли правительственные силы и американская армия. Ф. Кальдерон указывает, что в эти подсчёты не включены тяжелораненые, которые, возможно, умерли впоследствии от ран.

## Сражение за Окоталь как объект идеологической борьбы
Сражение за Окоталь почти сразу же стало объектом идеологической борьбы между сторонниками и противниками экспансионизма США в Латинской Америке. Обе стороны использовали отдельные аспекты информации сражения за Окоталь в пропагандистской борьбе друг против друга. Тема вновь стала особенно актуальной после победы Сандинистской революции в 1979 году.
Основными вопросами идеологического противостояния оказались следующие: характер сандинистского движения (революционеры или бандиты?), соотношение сил и число потерь, длительность сражения и вопрос о том, кого считать победителем в сражении за Окоталь.

### Революционеры или бандиты?
Несмотря на то что Сандино и сандинисты сразу заявили о своих политических целях (национальное и социальное освобождение), а затем и конкретизировали их, усилив социальную составляющую и назвав своё движение «революцией», проамериканский марионеточный режим Никарагуа и официальный Вашингтон, а также зависящие от них СМИ долгое время отказывались называть сандинистов революционерами, а именовали их «бандитами» (исп. los bandidos), «разбойниками» (исп. los bandoleros), а также «угонщиками скота», «похитителями коров», «пожирателями говядины», а персонально Сандино — даже «куриным вором». Аналогично именовали Сандино и сандинистов американские телеграфные агентства в 20-30-х годах (эти телеграммы в большом количестве воспроизведены в книгах Грегорио Сельсера). Существовало специальное указание Госдепартамента США и Сената США, предписывавшее именовать сандинистов «бандитами» или «обыкновенными бандитами» (англ. ordinary bandits), но ни в коем случае не «партизанами».
«Бандитами» именовали и именуют Сандино и сандинистов также проимпериалистически настроенные американские авторы, исходя из того, что всякий выступающий с оружием в руках против законной власти (а с их точки зрения, марионеточное правительство Никарагуа было законным) — бандит. Эта точка зрения подробно изложена в статье Джозефа О. Бейлена «Сандино: патриот или бандит?». Аргентинский журналист и историк Грегорио Сельсер посвятил специальную главу своей книги «Маленькая сумасшедшая армия» разоблачению лжи о сандинистах как о «бандитах», указав, в частности, что противники Сандино не смогли представить никаких задокументированных доказательств бандитских действий сандинистов и, напротив, бойцы Сандино, чтобы не давать противнику оснований называть их бандитами и чтобы не лишиться поддержки местного населения, трепетно относились к собственности крестьян и часто вынуждены были ходить в лохмотьях и питаться улитками, дикими плодами и молодыми побегами пальм и сахарного тростника.
В 1936 году группа лиц, чьи имена не установлены, написала по приказу диктатора Никарагуа Анастасио Сомосы-старшего пропагандистскую книгу против Сандино и сандинистов — «Подлинный Сандино, или Голгофа Сеговий», в которой Сандино обвинялся во всех смертных грехах и в частности в бандитизме. Книга была издана под именем самого А. Сомосы. Зафиксированная в ней точка зрения на Сандино как на бандита стала официальной на весь период диктатуры семейства Сомоса.
Особая точка зрения была у Ф. Кальдерона, который именовал сандинистов «бандитами Сандино». Но Кальдерон называл вообще все противоборствовавшие в Никарагуа стороны «бандитами», именуя, в частности, солдат марионеточного режима «бандитами Диаса», бойцов армии либералов — «бандитами Монкады», а американцев — «бандитами-янки».
После победы Кубинской революции обострился интерес к Сандино как к явному предшественнику Фиделя Кастро. В этот период большую роль в возобновлении пропагандистской кампании против Сандино сыграл агент ЦРУ Нейл Маколей, выполнявший спецзадания ЦРУ на Кубе и в Бразилии. В 1967 году он выпустил книгу «Дело Сандино», где выставил Сандино не только бандитом, но и опасным «демагогом современного типа». Поскольку книга Маколея внешне выглядела как исследование по военной истории, она оказала большое воздействие на последующих североамериканских авторов.
После победы Сандинистской революции и в обстановке противостояния с новым революционным правительством Никарагуа американская пропаганда добавила в отношении Сандино к обвинению в «бандитизме» и обвинение в «терроризме». В частности, видный американский дипломат Уиллард Л. Болак первым назвал Сандино «основоположником современного терроризма» и обвинил его бойцов в «пытках заключенных» (хотя у партизан-сандинистов не было тюрем и, соответственно, заключенных).

### Соотношение сил и число потерь воевавших сторон
По подсчётам Ф. Кальдерона, правительственная сторона располагала в Окотале 638 бойцами, в том числе 346 американскими солдатами, 136 «национальными гвардейцами» и 156 полицейскими, именовавшимися также «провинциальной гвардией». Сандино располагал к началу штурма Окоталя 145—150 бойцами, из которых 71 был вооружен огнестрельным оружием. После захвата арсенала у Сандино было уже около 190 бойцов, все — с огнестрельным оружием.
Ни правительственная сторона, ни Корпус морской пехоты США не могли позволить себе признать столь позорное для них соотношение сил, учитывая временный захват города Сандино. Поэтому для СМИ они приводили другие цифры. Агентство «Ассошиейтед пресс» в сообщении 17 июля 1927 года, ссылаясь на командующего «маринерс» в Никарагуа генерала Логана Феланда, сообщало, что в Окотале было 39 американских солдат и «отряд» (численность которого не указана) «национальных гвардейцев». Агентство «Юнайтед пресс интернешнл» со ссылкой на капитала Хатфилда сообщало, что в Окотале было 45 «маринерс» и 40 «национальных гвардейцев». В сообщении «Ассошиейтед пресс» от 18 июля 1927 года говорилось, что в Окотале было 39 «маринерс» и 47 «национальных гвардейцев». По утверждению штатного историка Корпуса морской пехоты США Роберта Хейнла, в Окотале было 37 «маринерс» и 40 «национальных гвардейцев». По утверждению Г. Стимсона, в Окотале было 87 американских солдат. Американский военный историк Джон Милтон Вермут утверждает, что в Окотале было 75 «маринерс» и 150 полицейских из Матагальпы. По утверждению Н. Маколея, правительственная сторона располагала 39 «маринерс», 48 «национальными гвардейцами» и никарагуанским сводным отрядом в 112 человек.
Просандинистская сторона обычно пользуется округленными цифрами (400 американских солдат и 200 «национальных гвардейцев»), также отличающихся от действительных и восходящих к представлениям самих сандинистов о численности противника. Очевидно, однако, что в условиях боя и с учетом того, что подавляющее большинство американских солдат и значительная часть «национальных гвардейцев» бежала из Окоталя, сандинисты не могли располагать точными данными о силах противника. Это число (400 американских солдат и 200 «национальных гвардейцев») перешло и в отечественную литературу: оно приводится С. А. Гонионским, И. Р. Григулевичем, А. Н. Тарасовым.
Антисандинистские (в том числе американские) источники обычно оценивают численность отряда Сандино в 400 и более бойцов — так как только в этом случае можно записать в боевые потери сандинистов 300 убитых в результате авианалётов местных жителей. Исключением является Н. Маколей, по которому у Сандино к началу штурма Окоталя было «свыше 200 бойцов», однако Маколей указывал, что у Сандино были сторонники в городе, которые к нему присоединились.
Просандинистские авторы приводят обычно цифру в 60 вооружённых и 40 невооружённых бойцов. Иногда даже указывают одних только вооружённых бойцов. В книгах Х. Кампоса Понсе и С. А. Гонионского содержится утверждение, что в процессе марша на Окоталь к Сандино присоединилось такое количество окрестных крестьян, что перед штурмом отряд насчитывал 800 человек. Оба автора некритически доверились книге писателя Г. Алемана Боланьоса, в которой содержится это явное преувеличение популярности Сандино.
Антисандинистские авторы, сообщая о потерях в сражении за Окоталь, обычно воспроизводят данные, которыми снабдили американские телеграфные агентства представители Корпуса морской пехоты США: потери правительственной стороны — 1 убитый морской пехотинец и 1 (варианты — 2 или 3) «национальный гвардеец»; при этом сандинисты потеряли 300 человек. Эти информационные сводки воспроизведены в книге Г. Сельсера. В сообщении «Юнайтед пресс» от 27 июля 1927 года уточняется со ссылкой на капитана Хатфилда, что убито 300 сандинистов и ранено 100. Очевидно, что в число потерь сандинистов записаны мирные жители — жертвы авианалётов. Данные просандинистских авторов в этом случае почти совпадают с данными Ф. Кальдерона: мирных жителей — в основном женщин и детей — убитых в результате авианалётов, было 300 или свыше 300, раненых — свыше 100. Г. Стимсон даже утверждает, что Сандино потерял 400 бойцов, сложив, видимо, потери сандинистов с жертвами авианалётов и округлив данные в сторону увеличения. В некоторых позднейших работах, однако, число потерь сандинистов скорректировано (с учетом широко распространившейся информации о деталях авианалётов на Окоталь). Так, в книге Майкла Клодфелтера потери Сандино оценены в 56 убитых, что совпадает с данными Ф. Кальдерона.
В документе «MARINE CORPS CASUALTIES in NICARAGUA» (Historical Section, Division of Public Information, HQMC) приведён официальный список военнослужащих Корпуса морской пехоты США, погибших и раненых в Никарагуа в 1927—1933 годах, в том числе названы обе потери в ходе сражения за Окоталь 16 июля 1927 года: убитый рядовой Майкл Облески и раненый рядовой Чарлз Гаррисон.
Сам Сандино при встрече в 1928 году с известным американским публицистом, специалистом по Латинской Америке Карлтоном Билсом показывал записи о потерях противника за 6 месяцев, в которых было зафиксировано, что в Окотале убито 80 американских солдат. К. Билс справедливо счёл эти данные преувеличенными, поскольку известно, что основные потери в Окотале понесли никарагуанские правительственные силы. Возможно, в списке Сандино была дана оценка потерь противника вообще. В книге Альберто Хиральдо описаны состоявшиеся в Матагальпе 20 июля торжественные, с воинскими почестями похороны 96 полицейских из Матагальпы, погибших в Окотале.

### Длительность сражения
Ф. Кальдерон оценил продолжительность боя несколько неопределённо: «три четверти дня», то есть, если подходить к этим данным буквально, в 18 часов. Однако есть основания думать, что в этот срок включено всё время от начала боя до момента ухода последних пулемётных расчётов сандинистов из города, в том числе последние 2-3 часа, когда активного боя в городе уже не было, а наблюдался символический обстрел казармы из пулемётов.
Антисандинистские авторы склонны преуменьшать длительность боя, сводя его к нескольким часам, так как это автоматически снижает значимость боя. Эта традиция закрепилась, в частности, в североамериканской литературе, несмотря на то что в сообщении «Ассошиейтед пресс» от 18 июля 1927 года говорится, что сражение за Окоталь длилось 17 часов.
Исключением является Н. Маколей, который пишет, что бой начался в «1:15 a.m.» и закончился в «5:25 p.m.», то есть длился 16 часов 10 минут. Однако эти данные не заслуживают доверия, так как в 1:15 ночи в тропической Никарагуа в узкой долине между двумя горными цепями, где расположен Окоталь, настолько темно, что никакие боевые действия невозможны.
Просандинистски настроенные авторы часто пользуются неопределёнными конструкциями: «с раннего утра до вечера»; «с рассвета до позднего вечера»; «с рассвета до вечера». Однако обычно они оценивают длительность сражения за Окоталь в 15 часов.

### Кто победитель?
Вопрос, кого считать победителем в сражении за Окоталь, важен с точки зрения пропаганды. Тот факт, что Сандино сначала занял город, а затем оставил его, позволяет обеим сторонам настаивать на своей точке зрения.
Просандинистские авторы считают, что сражение за Окоталь выиграл Сандино, раз он захватил город, практически полностью контролировал его 5-7 часов и не был выбит оттуда с боем, а покинул его сам, с трофеями и подкреплением. Некоторые авторы ограничиваются констатацией того факта, что Сандино взял Окоталь. Х. Кампос Понсе даже писал, что «сандинисты быстро овладели городом». С ним согласен и нейтральный по позиции К. Билс: «Сандино … легко захватил Окоталь. Но в конце концов он вынужден был уйти из-за авиабомбардировки».
Ряд авторов считает, что самым важным в бою за Окоталь являлось то, что Сандино продемонстрировал возможность успешного противостояния именно североамериканским войскам: «Солдаты Сандино выбили агрессоров из Окоталя». Официальная точка зрения Сандинистского фронта национального освобождения (СФНО) тоже заключается в том, что Сандино был победителем в Окотале именно потому, что с этого боя началась успешная война против американских интервентов и об этом узнал весь мир.
Антисандинистские авторы единодушно отказывают Сандино в победе исходя из того, что он не закрепился в городе, а был вынужден покинуть его. Очевидно, они руководствуются логикой позиционной войны, в то время как Сандино вёл войну партизанскую. Этот факт специально подчёркивают некоторые авторы: «Сандино понимал, что его бойцы, лишённые артиллерии и авиации, не могут рассчитывать на победу в открытом бою. Единственным надёжным средством борьбы с врагом было применение партизанской тактики»; «Сандино сделал вывод, что наносить серьёзные удары захватчикам армия партизан — „герильерос“ — может, лишь придерживаясь тактики партизанской войны — „герильи“». А тактика партизанской войны предусматривает, что не кратковременный, а постоянный захват городов может иметь место лишь на самой последней — третьей — стадии герильи.
Амбивалентную точку зрения высказывал Ф. Кальдерон:
Если бандит Сандино рассчитывал, взяв Окоталь, сделать его своей бандитской «столицей» — как это вообще принято у бандитов Никарагуа — то ему это не удалось. Однако поскольку Сандино ушёл из Окоталя много сильнее, чем он пришёл туда, следует признать, что он, если останется жив, сможет создать такую «столицу» в другом месте и в другое время. Тем более, что его бандиты продемонстрировали исключительную храбрость, в то время как бандиты-янки, бежав из города, явили чудеса трусости, показав пример бандитам Диаса. Только «провинциальная гвардия» сражалась так же храбро, как люди Сандино — и потому понесла наибольшие потери… Награда Сандино: много волонтёров, много оружия и сочувствие большинства жителей Окоталя из-за той бойни, что устроили бандиты-янки со своими самолётами
.